# Coniopteryx miraparameris
Coniopteryx miraparameris là một loài côn trùng trong họ Coniopterygidae thuộc bộ Neuroptera. Loài này được Z.-q. Liu & C.-k. Yang in C. Yang & Liu miêu tả năm 1994.